# Mare Island
Mare Island è una penisola nei pressi della città di Vallejo, in California, 37 km a nord-est di San Francisco.
Il fiume Napa forma il suo lato orientale. È considerata una penisola perché non vi sono acque permanenti che la separano dalla terraferma, ma solo aree paludose.
Ospitò una delle più importanti basi navali della Marina degli Stati Uniti (il Mare Island Naval Shipyard), con un cantiere navale specializzato nella costruzione di sottomarini, ma che creò negli anni non meno di 87 navi oceaniche di superficie e sottomarine, tra le quali la prima portaerei statunitense, la USS Langley, gli incrociatori USS San Francisco e USS Chicago.
La base e relativo cantiere è stata chiusa nel 1993 e l'area riqualificata ad uso civile, anche se improntata a fornire servizi di tipo marittimo.